# Stick Artist KIA
上野 亜揮（うえの あき、旧芸名：Stick Artist KIA、1996年7月23日 - ）は、日本のジャグリングパフォーマー、インフルエンサー、経営者、教師、投資家。ジャグリングギネス世界記録保持者。
神奈川県横浜市出身。パフォーマー専門プロダクション『超人プロ』の元パフォーマーでもある。
Imperial Nexus株式会社 社長（旧：Sofairlo合同会社）
「aki社長」という愛称で仮想通貨とWeb3.0に関するビジネスや発信を行っており、
自信のNFTの時価総額が3日で7億円を超える(X2E-HEROES,MyHeroesSidekicks,X2E-Villains)
2025年現在は令和の虎で投資家としてしられ総フォロワー数は100万人

## 略歴
神奈川県立荏田高等学校、東京理科大学理学部数理情報科学科（現・応用数学科）卒業。
中学の頃、友人に誘われたことをきっかけにジャグリングを始める。当初は別の道具『ディアボロ』を扱っていたが、その後デビルスティックに転向。
高校時代には、自身が部長となってジャグリング部『Juggles』を立ち上げる。部長として活動する一方、高校2年次および3年次には『高校生ジャグリング全日本大会』に出場した。
その後もデビルスティックジャグリングを続け、大学2年次には『ジャグリング全日本大会(Japan Juggling Festival)』でチーム部門優勝の成績をおさめている。なお優勝当時に組んでいたチーム名は『Furtners』。
また同年の『ジャグリング世界大会(International Jugglers Association Championships)』では同じくチーム部門で3位に入賞した。
その後2016年に東京都公認ヘブンアーティスト審査に合格してからは、現役大学生プロパフォーマーとして活動し、2018年には「大道芸ワールドカップin静岡」に出場している。
大学卒業後はプロパフォーマー及び開成中学校・高等学校、フェリス女学院中学校・高等学校の情報講師として活動している。
2019年Sofairlo合同会社代表取締役社長に就任、2022年UA-JAPAN RECORDS CEOに就任。
2022年Web3.0にコミットして、仮想通貨やNFTに関する発信を行っている。Twitterフォロワーは総計20万人超
2025年令和の虎チャンネルで投資家として活動。SNS総フォロワー数は100万人を超える。
Sofairlo合同会社を社名変更しImperial Nexus株式会社のCEOに就任

## 人物・エピソード
個人では『Stick Artist KIA』名義で活動する一方、チームでは『moment』の名前で活動している。
数学と情報の教育職員免許状を持っており、2019年6月現在はパフォーマーとして、また教員として活動している。
2022年1月現在はSofairlo合同会社代表取締役社長として年間1000件以上のイベントをプロデュースする。
2023年5月現在はWeb3,NFTインフルエンサーのaki社長として活動中
2025年令和の虎チャンネルで投資家として活動。SNS総フォロワー数は80万人を超える。
上野あき（aki社長）として活動名を変更

## プロパフォーマーとしての出演(~2019

### 舞台
- 空転劇場 vol.6(2016年5月10日)[15]
- 空転劇場 vol.10(2017年2月8日)[16]
- ジャグリング新人戦西日本杯 ゲストステージ(2018年3月26日)[17]
- 単独公演　Dream Letter(2019年3月2日、2019年3月3日)[18]

### メディア出演
- シャドウバースCM(2016年8月5日-)
- BSプレミアム 『にっぽんカメラアイ』 ～迷いの時間～(2017年3月25日)[19]
- Vシネマ　仮面ライダードライブサーガ
- ゆず 『うたエール』[20]
- 映画　マスカレードナイト
- ジャニーズjr ×　中山優馬HOUSE
- 踊るさんま御殿
- ダウンタウンvs Z世代
- 水曜日のダウンタウン
- 今日好きになりました
- 令和の虎
- 深夜の音楽会 　などその他多数

### イベント出演
- 新日本海フェリー
- ヘブンアーティストin渋谷(2018年1月8日)[21]

### 大道芸フェスティバル
- 千葉大道芸フェスティバル(2017年3月26日)[22]
- 浅草六区彫像祭(2017年6月3日-4日)[23]
- もりころパーク大道芸フェス(2018年3月24日-25日)[24]
- ソラマチカウントダウン大道芸（2018年）
- 富士急大道芸フェスティバル（2018年）
- 大道芸ワールドカップin静岡(2018年11月1日-4日)[25]
- 多治見大道芸見本市(2019年4月13日、4月14日)[26]
- ふくやま大道芸フェスティバル(2019年5月18日、5月19日)[27]